# 1858 Лобачевський
1858 Лобачевський (1858 Lobachevskij) — астероїд головного поясу, відкритий 18 серпня 1972 року.
Тіссеранів параметр щодо Юпітера — 3,364.